# Orquestra de Câmara Novo Século
A Orquestra de Câmara Novo Século é uma orquestra americana fundada em 1992 pela celista Miriam Perkoff e o violinista Wieslaw Pogorzelski. 

## Diretores musicais
Stuart Canin serviu como o primeiro diretor musical da orquestra de 1992 até 1999. Canin serviu como spalla da Orquestra Sinfônica de São Francisco e da Ópera de São Francisco, e também da Ópera de Los Angeles sob o Diretor Musical James Conlon e o Diretor Geral Plácido Domingo. Ele também serviu como spalla da Nova Filarmônica do Japão na década de 1990, apresentando-se em turnês com Seiji Ozawa e Mstislav Rostropovich. Canin nasceu em Nova Iorque e estudou em Juilliard, com Ivan Galamian.  Canin retornou a orquestra em abril de 2008, para conduzir um programa com Dmitri Shostakovich, Felix Mendelssohn e Wolfgang Amadeus Mozart.
Krista Bennion Feeney serviu como diretor musical e spalla da orquestra de 1999 até 2006. Ela, atualmente trabalha no Festival Mostly Mozart no Lincoln Center e segunda violinista da Orquestra St. Luke, na residência no Carnegie Hall e no Festival Caramoor. Feeney já apresentou-se como solista com a Orquestra Sinfônica de St. Louis, Orquestra Sinfônica de São Francisco, Orquestra de Cordas de Nova Iorque, com o Conjunto Brandenburg e com a Orquestra Sinfônica de Elgin.
Nadja Salerno-Sonnenberg é a atual diretora musical da orquestra, sendo nomeada no outono de 2008.

## Gravações
Em 1996 a orquestra gravou dois discos, o primeiro foi com a colaboração de Kent Nagano e a Orquestra Sinfônica de Berkeley, apresentando trabalhos do século XX, do compositor suíço Frank Martin e o segundo foi com trabalhos de Dmitri Shostakovich. Em 1998 a orquestra gravou trabalhos do compositor argentino Alberto Williams e Alberto Ginastera. Em 2004 gravou Oculus de Rohde.
Em dezembro de 1996 a meio-soprano Frederica von Stade gravou um CD com o grupo, apresentando a nova peça do compositor Jake Heggie, intitulada On The Road to Christmas.